# Hyalinobatrachium guairarepanense
Hyalinobatrachium guairarepanense es una especie de anfibio anuro de la familia de las ranas de cristal (Centrolenidae). Se distribuye por la cordillera de la Costa (Venezuela) entre los 720 y los 1000 m de altitud. Las principales amenazas a su conservación son la expansión de la agricultura, la tala comercial, la contaminación, la construcción de infraestructuras y las enfermedades (probablemente la quitridiomicosis).